# San Ponso
San Ponso (piemontiul: San Pons) egy olasz község a Piemont régióban, Torino megyében.

## Fordítás
- Ez a szócikk részben vagy egészben  a   San Ponso című olasz Wikipédia-szócikk fordításán alapul.  Az eredeti cikk szerkesztőit annak laptörténete sorolja fel. Ez a jelzés csupán a megfogalmazás eredetét és a szerzői jogokat jelzi, nem szolgál a cikkben szereplő információk forrásmegjelöléseként.